# Gisela Baur-Nütten
Gisela Baur-Nütten   (Düsseldorf, 1886 - 10 de setembre de 1981), nom complet Gisela Maria Pauline Coelestine Nütten, va ser una pintora i dissenyadora gràfica alemanya de l'escola de pintura de Düsseldorf.

## Biografia
Nascuda a Düsseldorf, Baur-Nütten va créixer com a filla de l'oficial reial prussià Karl (Charles) Eugen Maria Heinrich Nütten (n. 1847 a Saarlouis) i de la seva dona, l'escriptora Anna Nütten, de soltera Startz (n. 1861 a Aquisgrà), filla del Kommerzienrat Conrad Alexander Startz, a Düsseldorf i des de 1895 a Cléveris, on el seu pare, aleshores coronel retirat. D., havia adquirit com a residència d'estiu la Villa Elsa, construïda a partir de 1884, una casa senyorial a Bergstraße 16 amb un jardí dissenyat per Maximilian Friedrich Weyhe. A la dècada de 1900, va prendre breument classes particulars amb el pintor Carl Murdfield. Cap al 1906, es va casar amb Albert Baur, pintor d'història i paisatge de l'escola de Düsseldorf. El 3 de juny de 1909 va néixer a Düsseldorf la seva filla Ruth, que més tard es va fer un nom com a mestressa de ballet a Cléveris amb el seu nom de casada Comtessa von Bullion.
A la dècada de 1920 va reprendre la seva professió innata com a pintora i va crear paisatges, vistes arquitectòniques, pintures sagrades (com ara l'Estació Crucis) i retrats. També va treballar com a talladora de fusta i linofillera i com a ballarina. A Kleve, on s'havia instal·lat després de la mort dels seus pares i amb l'excepció dels anys 1940 a 1943, quan es va quedar a Roma i Anticoli Corrado, va viure i treballar, però, va ser percebuda menys com a artista que com una personalitat enlluernadora amb un comportament decidit, que li va valdre el sobrenom de Generalin. Walther Brüx, president de la Niederrheinischer Künstlerbund, de la qual era membre, la va descriure en la inauguració d'una exposició de la seva obra, organitzada pel seu noranta aniversari a la B.C. Koekkoek-Haus, amb les paraules: Ella és l'únic home entre els artistes de Kleve.
Baur-Nütten va morir a Clèveris als 95 anys.